# لیوبیمتس
لیوبیمتس شهری در استان خاسکوو کشور بلغارستان است که جمعیت آن در سال ۲۰۰۱ میلادی ۸٬۱۶۳ نفر بوده‌است.